# Deelemanella
Genre
Deelemanella est un genre d'araignées aranéomorphes de la famille des Theridiidae.

## Distribution
Les espèces de ce genre se rencontrent en Malaisie et en Papouasie-Nouvelle-Guinée.

## Liste des espèces
Selon World Spider Catalog (version 25.0, 12/02/2024) :
- Deelemanella borneo Yoshida, 2003
- Deelemanella christae Vanuytven, 2023

## Systématique et taxinomie
Ce genre a été décrit en 2003 dans les Theridiidae par Hajime Yoshida (d).

## Étymologie
Le genre est nommé en l'honneur de Christa Laetitia Deeleman-Reinhold.

## Publication originale
- (en) Hajime Yoshida, « A new genus and three new species of the family Theridiidae (Arachnida: Araneae) from North Borneo », Acta Arachnologica, Japon, vol. 52, no 2,‎ 31 décembre 2003, p. 85-89 (ISSN 0001-5202, e-ISSN 1880-7852, lire en ligne, consulté le 12 février 2024).